# Lagerstroemia macrocarpa
Lagerstroemia macrocarpa är en fackelblomsväxtart som beskrevs av Wilhelm Sulpiz Kurz. Lagerstroemia macrocarpa ingår i släktet Lagerstroemia och familjen fackelblomsväxter. Inga underarter finns listade i Catalogue of Life.